# Aphelandra dunlapiana
Aphelandra dunlapiana är en akantusväxtart som beskrevs av Standley och L. O. Williams. Aphelandra dunlapiana ingår i släktet Aphelandra och familjen akantusväxter. Inga underarter finns listade i Catalogue of Life.